# دان تان
دان تان (بالإنجليزية: Dan Tan)‏ هو شخصية أعمال سنغافوري، ولد في 29 أبريل 1964.